# Münchner Tinde
Die Münchner Tinde ist der inoffizielle Name eines offiziell unbenannten grönländischen Bergs im Nordost-Grönland-Nationalpark.

## Lage
Der Berg hat eine Höhe von 2557 m und liegt in den Stauning Alper in Scoresby Land.

## Geschichte
Seinen Namen erhielt der Berg von der „Deutschen Grönland-Expedition in die Staunings-Alpen“ unter Leitung von Karl Herrligkoffer, die 1966 zahlreiche Berge erstmals bestieg und Benennungen, vorwiegend nach Städten, Ortschaften und Namen vornahm. Die Erstbesteigung der Münchner Tinde erfolgte durch Michl Anderl, Sepp Anzenberger, Gebhard Plangger und Karl Herrligkoffer.

## Weblink
- Münchner Tinde. Interaktive Karte auf Basis von Higgins (2010), GEUS.